# Everhard II van Württemberg (hertog)
Everhard II van Württemberg (Waiblingen, 1 februari 1447 - Lindenfels, 17 februari 1504) was onder de naam Eberhard VI van 1480 tot 1482 graaf van Württemberg-Stuttgart en daarna onder de naam Eberhard II van 1496 tot 1498 hertog van Württemberg. Hij behoorde tot het huis-Württemberg.

## Levensloop
Everhard II was de zoon van graaf Ulrich V van Württemberg-Stuttgart en diens tweede echtgenote Elisabeth van Beieren, dochter van hertog Hendrik XVI. Het grootste deel van zijn jeugd verbleef hij aan het hof van de hertog van Bourgondië en in 1461 was hij aanwezig bij de kroning van koning Lodewijk XI van Frankrijk in Reims. In 1462 keerde hij terug naar Württemberg. Tussen 1465 en 1467 huwde hij met Elisabeth van Brandenburg (1451-1524), dochter van keurvorst Albrecht Achilles van Brandenburg. Het huwelijk bleef echter kinderloos.
In 1477 verzekerde een familieverdrag Everhard VI de erfopvolging in het graafschap Württemberg-Urach, omdat de daar regerende graaf Everhard V geen wettige nakomelingen had. In 1480 nam hij de regering van het graafschap Württemberg-Stuttgart over na de dood van zijn vader Ulrich V. In 1482 ondertekende hij samen met Everhard V het verdrag van Münsingen, waarbij het graafschap Württemberg onder het bewind van Everhard V werd herenigd en Everhard VI de garantie kreeg om Everhard V later op te volgen als graaf. Everhard VI bleef van 1482 tot aan zijn dood wel de legitieme graaf van Württemberg-Stuttgart, maar dan wel zonder macht. In 1495 werd Württemberg verheven tot een hertogdom en na de dood van Everhard I in 1496 kreeg Everhard II de volledige soevereiniteit over het hertogdom Württemberg.
Als hertog van Württemberg kwam Everhard II algauw in conflict met de adel, die hem in nauwe samenwerking met keizer Maximiliaan I van zijn macht ontzette. Hierdoor moest hij naar Ulm vluchten. Omdat Everhard geen steun vond, moest hij in 1498 een akkoord sluiten met keizer Maximiliaan I. Hij aanvaardde een jaarlijks pensioen van 6000 gulden in ruil voor zijn afzetting als hertog en zijn verbanning. Vanaf dan werd Württemberg met koninklijke autoriteit bestuurd door de Staten. Dit bleef zo tot in 1503, toen zijn neef Ulrich, de zoon van zijn broer Hendrik, vervroegd volwassen werd verklaard en aan de macht kwam als hertog van Württemberg. Everhard II zelf vond asiel bij keurvorst Filips van de Palts en stierf in 1504 in ballingschap in het kasteel van Lindenfels. Hij werd begraven in de kapittelkerk van Heidelberg.